# Reggenza di Deli Serdang
La reggenza di Deli Serdang (in indonesiano: Kabupaten Deli Serdang) è una reggenza dell'Indonesia, situata nella provincia di Sumatra Settentrionale.